# Pavillon der Deutsch-Sowjetischen Freundschaft

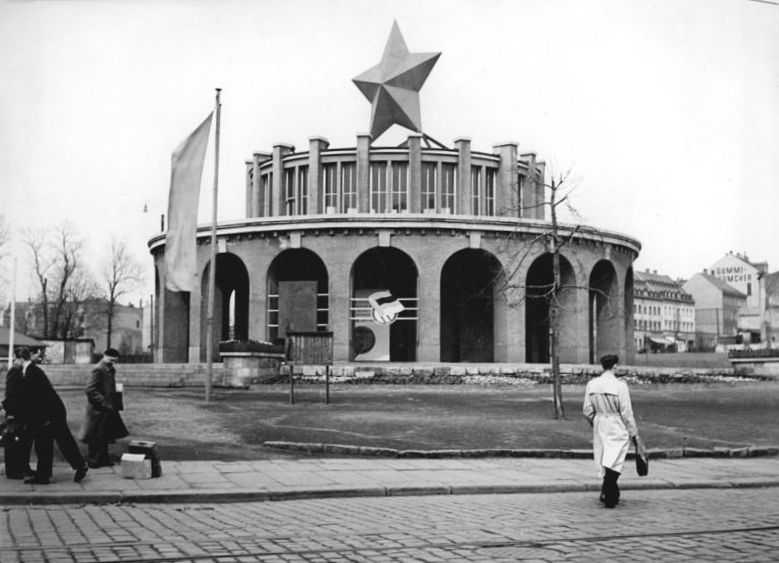
Stalinpavillon in Chemnitz

Pavillons der Deutsch-Sowjetischen Freundschaft wurden Anfang der 1950er Jahre in mehreren Städten der DDR als Symbol der freundschaftlichen Beziehungen zur Sowjetunion und zur Verehrung des sowjetischen Diktators Josef Stalin errichtet und als Ausstellungsgebäude zu propagandistischen Zwecken genutzt. Der Volksmund bezeichnete diese oft als Stalinpavillon, teilweise auch als Sowjetpavillon.

## Entstehungsgeschichte

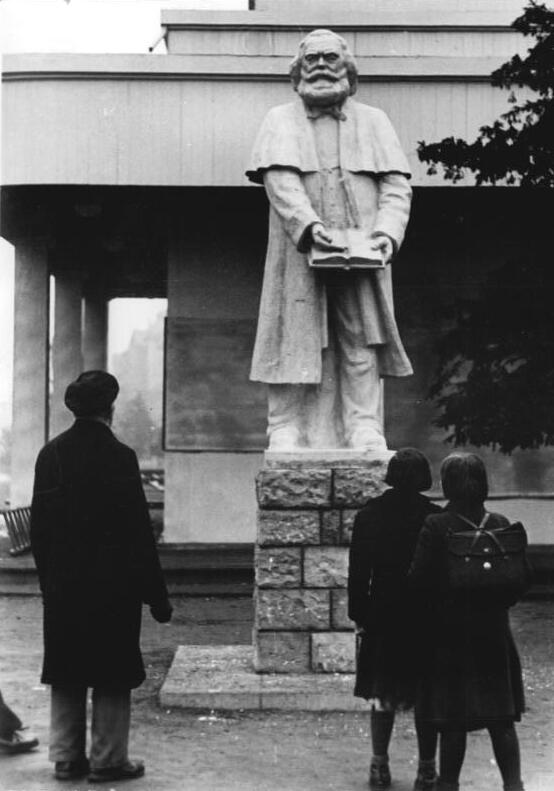
Karl-Marx-Denkmal vorm Dresdner Stalinpavillon am Platz der Einheit, 1953

Die meist in Leichtbauweise errichteten pavillonartigen Bauten entstanden nach Gründung der DDR während Stalins Herrschaft bis kurz nach seinem Tod 1953. Hintergrund war die geforderte Repräsentation der neuen Machtverhältnisse und die politisch gewollte Freundschaft zum „Vorbild“ Sowjetunion. Bereits 1947 war zu diesem Zweck eine Gesellschaft zum Studium der Kultur der Sowjetunion gegründet worden, aus der zwei Jahre später die Gesellschaft für Deutsch-Sowjetische Freundschaft hervorging. Der neue politische Geist sollte sich jedoch nicht allein auf Freundschaftsgesellschaften beschränken, sondern sich auch in der Architektur widerspiegeln. Die Prioritäten lagen zunächst im Wiederaufbau der zerstörten Städte, wobei man öffentlichen Neubauten zugleich eine propagandistische Bedeutung zuschrieb. Neben Großprojekten wie dem Bau der Stalinallee in Berlin standen auch die Pavillons der Deutsch-Sowjetischen Freundschaft in dieser Tradition.
Nachdem die Gesellschaft für Deutsch-Sowjetische Freundschaft zur Aktion „Baut Sowjetpavillons!“ aufgerufen hatte, entstanden diese vor allem in Sachsen. Sie trugen meistens einen roten Stern sowie eine Inschrift, um die Macht des Sozialismus zu demonstrieren. So befand sich in Plauen am Bauwerk die Inschrift „Mit Stalin ist der Sieg“, auf dem Dresdner Bauwerk stand die Losung „Von der Sowjetunion lernen heißt Siegen lernen“. Ausgestattet wurden die Pavillons mit überdimensionierten Stalin- und Lenin-Büsten sowie mit Auslagen sowjetischer Bücher und von Propagandamaterial. Nach dem Tod Stalins 1953 erfolgten in manchen Pavillons die zentralen Kranzniederlegungen. Als man Stalin später wegen seiner Verbrechen tabuisierte, versanken die Pavillons in der Bedeutungslosigkeit, wurden umgewidmet oder ab Mitte der 1960er Jahre abgerissen, der letzte 1991.

## Belegte Standorte
Stalinpavillons befanden sich in mehreren ostdeutschen Städten, u. a. in Berlin (neben dem Stalindenkmal), zweimal in Chemnitz, in Dresden, Freiberg, Johanngeorgenstadt, Leipzig, Plauen, Wilkau-Haßlau und Zwickau.
Chemnitz: Der am Anfang der Augustusburger Straße, Ecke Dresdner Straße befindliche Pavillon galt als ein „Musterbild“ des Sowjetpavillons. Er wurde nach einem Aufruf der SED-Kreisleitung Chemnitz ab dem 1. November 1952 am Standort des ehemaligen (kriegszerstörten) Gasthauses und Hotels Goldener Anker auch durch den „freiwilligen“ Einsatz vieler Chemnitzer Bürger erbaut – nach zeitgenössischen Aussagen „in Tag- und Nachtarbeit von freiwilligen Helfern aus allen Schichten“ (Bericht des Organs der Gesellschaft für Deutsch-Sowjetische Freundschaft, Freundschaft in Aktion) in nur 51 Tagen. Bereits am 21. November 1952 konnte das Richtfest gefeiert werden. Der Termindruck erklärte sich aus dem Plan, den Pavillon zu Stalins 73. Geburtstag am 21. Dezember 1952 fertigzustellen. Die Weihe des Gebäudes erfolgte bereits am Vorabend des Geburtstags. Auf dem Dach des zweigeschossigen Rundbaus befand sich ein roter Stern, der nachts elektrisch erleuchtet wurde. Das 1953 errichtete Gebäude diente zunächst für wechselnde Ausstellungen. Ab Ende der 1960er Jahre wurde es als Berufsberatungszentrum genutzt. Die Sprengung des Gebäudes erfolgte im Zusammenhang mit dem Ausbau der Kreuzung im Herbst 1975. Ein weiterer Pavillon befand sich im Stadtteil Rabenstein.
Dresden: Der Dresdner Pavillon der Deutsch-Sowjetischen Freundschaft befand sich seit Ende 1951 (Stalins 72. Geburtstag am 21. Dezember 1951) am Albertplatz (ab 1946 Platz der Einheit) ganz in der Nähe des dort bereits 1945 errichteten Sowjetischen Ehrenmals und wurde auch als „Pavillon zu Ehren der ruhmreichen Sowjetarmee“ bezeichnet. Der quadratische Flachbau mit vorgelagertem Säulengang besaß ein treppenartiges Dach, welches von einer langgestreckten Spitze bekrönt wurde. Ein installiertes Glockenspiel spielte stündlich die Melodie des Glockenspiels des Moskauer Kremls. Der Innenraum diente für verschiedene Ausstellungen. So gab es im April 1952 eine Ausstellung zum Monat der Deutsch-Polnischen Freundschaft. Im Rahmen des „Karl-Marx-Jahres“ 1953 fand eine Karl-Marx-Ausstellung statt, bei der mit Schautafeln, Texten und Originaldokumenten Leben und Werk des Begründers des wissenschaftlichen Sozialismus dargestellt wurden. Zu Marx’ 70. Todestag am 14. März 1953 wurde im Auftrag der Bezirksleitung Dresden der Sozialistischen Einheitspartei Deutschlands ein Karl-Marx-Denkmal als erstes Denkmal dieser Art in der DDR feierlich enthüllt. Zu seinem 135. Geburtstag am 5. Mai 1953 wurde eine zentrale Feierstunde für Dresden am Pavillon durchgeführt. An beiden Veranstaltungen nahm die Bevölkerung regen Anteil. Das Bauwerk wurde vermutlich in den 1960er Jahren abgerissen.
Freiberg: Der Pavillon wurde später als Eisdiele genutzt.
Johanngeorgenstadt: Der Pavillon basierte ebenso wie die Pavillons in Chemnitz-Rabenstein und Dresden auf einem Entwurf des Chemnitzer Architekten Heinz Lieberwirth, der sich offensichtlich stark am Ausstellungsgebäude der Sowjetunion auf dem alten Leipziger Messegelände orientierte.
Leipzig: Der Leipziger Stalinpavillon stand in der Innenstadt neben dem Alten Rathaus. Beim Volksaufstand am 17. Juni 1953 wurde der Pavillon in Brand gesteckt und dabei zerstört.
Plauen: Auf dem Albertplatz wurde am 21. Januar 1953 ein Pavillon der Deutsch-Sowjetischen Freundschaft eingeweiht. Die Bauzeit war sehr kurz. So wurde der Grundstein am 28. November 1952 gelegt und zu Stalins 74. Geburtstag am 21. Dezember 1952 bereits das Richtfest gefeiert. Vorher gab es schon auf dem Theaterplatz einen Stalinpavillon, der von einer FDJ-Brigade errichtet und im Juni 1951 eingeweiht wurde.
Modell des Stalin-Pavillons in Wilkau-Haßlau 
(Bergfeld, Wilkau-Haßlau / VEB Volkskunstverlag Reichenbach i. V., 1954)

Link zum Bild

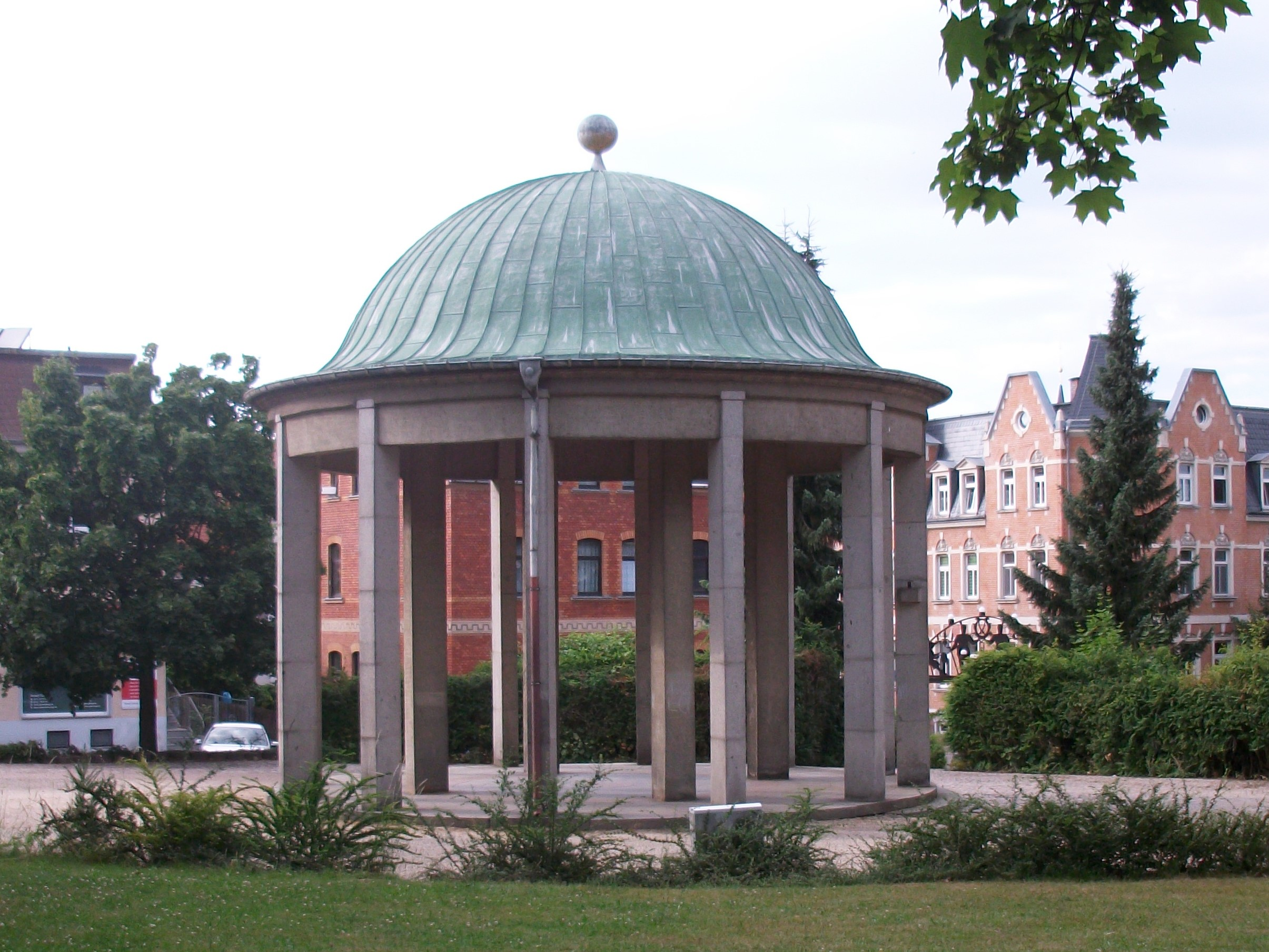
Musik-Pavillon in Wilkau-Haßlau

Wilkau-Haßlau: In Wilkau-Haßlau wurde 1954 die Errichtung eines Stalin-Pavillons geplant, und zwar als geschlossener Bau mit Sowjetstern auf dem Dach, für den in der Bevölkerung Spenden in Höhe von 1640 DM gesammelt wurden. An der beabsichtigten Stelle wurde stattdessen bis 1959 ein offener Musik-Pavillon ohne Stern errichtet, der dem ursprünglich geplanten Modell ähnelt. Der Bau des Pavillon wurde mit insgesamt 283 unentgeltlichen Arbeitsstunden im Rahmen des Nationalen Aufbauwerks (NAW) unterstützt. Es handelt sich um einen Rundbau mit Kupferdach und bekrönender goldener Kugel auf Stützen aus Beton und Granit. Er existiert noch, steht unter Denkmalschutz und sollte 2019 saniert werden.
Zwickau: Der Zwickauer Stalinpavillon entstand ab 29. November 1952 am damaligen Karl-Marx-Platz (heute Schumannplatz) zwischen Hauptstraße und Marienstraße. An dieser Stelle hatte von 1898 bis etwa 1943 ein Bismarck-Denkmal gestanden. Das Gebäude wurde aus Geldspenden und den Erlösen von Altpapier- und Schrottsammlungen finanziert und am 8. Mai 1953 als „Pavillon der Deutsch-Sowjetischen Freundschaft“ eingeweiht. Auch dieser Pavillon wurde anfangs für Ausstellungen zur Festigung der Deutsch-Sowjetischen Freundschaft genutzt, die vor allem von Brigaden und Schulklassen besucht wurden. Es handelte sich um einen zweigeschossigen Rundbau mit Turm und rotem Stern auf der Spitze. Später verfiel das Gebäude und wurde deshalb am 4. November 1985 abgerissen. Seit 1986 befindet sich an der Stelle des ehemaligen Stalinpavillons der Brunnen der Freundschaft.